# Walter Lollard
Walter Raynard ou Reynard parfois surnommé Lollard est un théologien néerlandais et précurseur de la Réforme. Dans certaines sources françaises il est nommé Gaultier Lollard et est parfois cité comme étant à l'origine du mouvement des lollards.

## Biographie
Ancien franciscain, il devient vaudois. Le terme de lollard pour désigner les Lollards vient peut-être de lui.
Il vient prêcher en Angleterre sous Édouard II, vers 1315. 
Il se rend de Menz à Cologne où il est brûlé vif vers 1322.